# Musikjahr 1806
Liste der Musikjahre

◄◄ | ◄ | 1802 | 1803 | 1804 | 1805 | Musikjahr 1806 | 1807 | 1808 | 1809 | 1810 | ► | ►►

Weitere Ereignisse
Dieser Artikel behandelt das Musikjahr 1806.

## Ereignisse
- 23. Dezember: Das Konzert für Violine und Orchester D-Dur op. 61 von Ludwig van Beethoven hat seine Uraufführung am Theater an der Wien in Wien. Solist ist Konzertmeister Franz-Joseph Clement, der das Werk bei Beethoven in Auftrag gegeben hat.

## Instrumental- und Vokalmusik (Auswahl)
- Ludwig van Beethoven: 7. Streichquartett op. F-Dur op. 59,1; 8. Streichquartett e-Moll op. 59,2; 9. Streichquartett op. C-Dur op. 59,3; Violinkonzert D-Dur op. 61, Uraufführung am 23. Dezember mit Franz Clement im Theater an der Wien. Außerdem beendet der Komponist die Arbeit an seiner 4. Sinfonie, die aber erst im nächsten Jahr uraufgeführt wird.
- Antonio Salieri: Excelsus super omnes gentes Dominus C-Dur für vierstimmigen Chor und Orchester
- Louis Spohr: Ouvertüre C-Dur, op. 12; Violinkonzert Nr. 3 C-Dur, op. 7; Concertante für Harfe, Violine und Orchester Nr. 1 G-Dur
- Anton Eberl: Trio Es-Dur für Klavier, Klarinette (oder Violine) und Violoncello op. 36
- E. T. A. Hoffmann: Sinfonie Es-Dur; Große Fantasie für Klavier (nicht erhalten)
- Johann Ladislaus Dussek: Sonatine C c207

## Musiktheater
- 28. Januar: Die Oper Les deux aveugles de Tolède von Étienne-Nicolas Méhul wird an der Opéra-Comique in Paris uraufgeführt
- 25. Februar: Am Theater am Kärntnertor in Wien hat die Oper Faniska von Luigi Cherubini ihre Uraufführung und wird enthusiastisch gefeiert.
- 29. März: Die zweite, überarbeitete Fassung des Fidelio von Ludwig van Beethoven wird am Theater an der Wien in Wien uraufgeführt. Auch dieser zweiten Fassung ist kein Publikumserfolg beschieden.
- 28. April: Uraufführung de komischen Oper Un Tour de soubrette von François-Adrien Boieldieu in St. Petersburg
- 28. April: Uraufführung der Oper The Invisible Girl von James Hook op. 112
- 17. Mai: Uraufführung der Oper Uthal von Étienne-Nicolas Méhul nach einem Libretto von Jacques Bins de Saint-Victor an der Opéra-Comique in Paris.
- 09. Juni: Uraufführung der einaktigen Oper Deux Mots ou Une Nuit dans la forêt von Nicolas Dalayrac in Paris, (Opéra-Comique).
- 12. Juni: Uraufführung der Oper Catch him who Can von James Hook op. 113
- 04. Oktober: Die Uraufführung der komischen Oper Philoclès von Victor Dourlen findet an der Opéra-Comique in Paris statt.
- 24. November: Uraufführung der Oper Tekeli, or the Siege of Montgatz von James Hook op. 114
- 18. Dezember: Uraufführung der Oper Koulouf ou Les Chinois von Nicolas Dalayrac in Paris, (Opéra-Comique).
- 26. Dezember: Die Oper Adelasia ed Aleramo von Johann Simon Mayr auf das Libretto von Luigi Romanelli wird in der Karnevalssaison an der Mailänder Scala uraufgeführt.
- 28. Dezember: Uraufführung de komischen Oper Télémaque von François-Adrien Boieldieu in St. Petersburg

Weitere Uraufführungen
- Michele Carafa: La musicomania (Oper)
- Louis Emmanuel Jadin: Les Deux Aveugles de Tolède (Oper in einem Akt).
- Johann Simon Mayr: Ifigenia in Aulide (Oper); Palmira (Oper); Il piccolo compositore di musica (Oper, verschollen)
- Étienne-Nicolas Méhul: Gabrielle d'Estrées ou les Amours d'Henri IV, Oper in drei Akten; Les Deux Aveugles de Tolède, (komische Oper in einem Akt)
- Gaspare Spontini: L’eccelsa gara (Singspiel)
- Louis Spohr: Die Prüfung, Operette in einem Akt, WoO 48
- Joseph Weigl: Il principe invisibile, eine Oper in vier Akten wird in Laxenburg uraufgeführt.

## Geboren

### Geburtsdatum gesichert
- 03. Januar: Henriette Sontag, deutsche Opernsängerin († 1854)
- 19. Januar: Wenzel Heinrich Veit, tschechischer Komponist († 1864)
- 24. Januar: Anna Caroline de Belleville, deutsche Pianistin und Komponistin († 1880)
- 27. Januar: Juan Crisóstomo de Arriaga, spanischer Violinist und Komponist († 1826)
- 02. Februar: Theodor Avé-Lallemant, deutscher Musikkritiker und Musikschriftsteller († 1890)
- 09. April: Ernst Friedrich Gerhard Fischer, deutscher Musikdirektor, Pianist und Komponist († 1862)
- 08. Mai: Johann Friedrich Kittl, tschechischer Komponist († 1868)
- 08. Juni: Paul Scudo, französischer Musikkritiker und Musikschriftsteller († 1864)
- 16. Juni: Eugenio Cavallini, italienischer Geiger, Bratschist, Dirigent und Komponist († 1881)
- 05. Juli: Robert Sipp, deutscher Violinist († 1899)

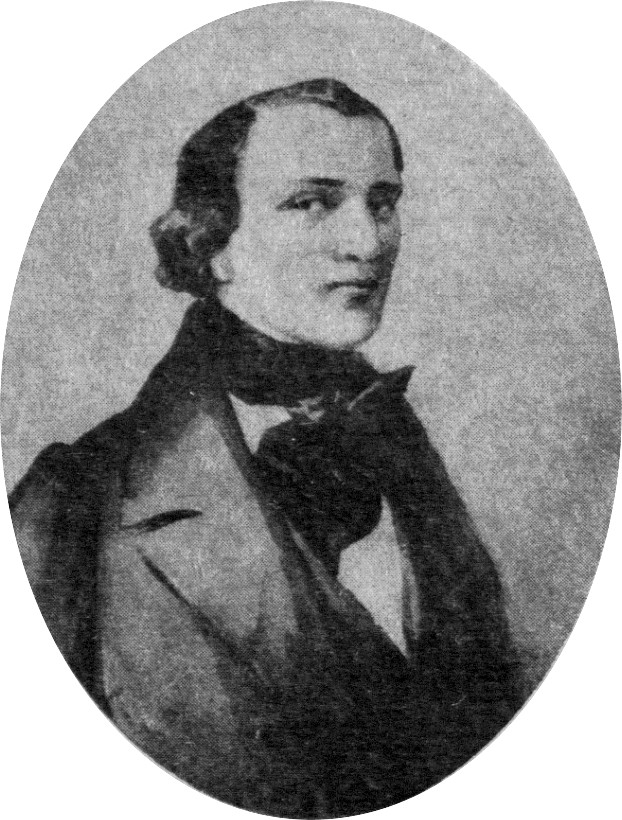
Johann Kaspar Mertz; * 17. August

- 17. August: Johann Kaspar Mertz, slowakischer Komponist und Gitarrist († 1856)
- 18. August: Johann Gottlieb Laib, Schweizer Lehrer, Pädagoge, Komponist und Dirigent († 1866)
- 21. August: Johannes Frederik Fröhlich, dänischer Komponist († 1860)
- 06. Dezember: Gilbert Duprez, französischer Operntenor und Komponist († 1896)
- 22. Dezember: Johann Georg Adam, deutscher Organist, Kantor und Komponist († 1867)

### Genaues Geburtsdatum unbekannt
- Elizabeth Masson, britische Sängerin und Komponistin († 1865)
- Anton Tomaschek, Wiener Klavierbauer († nach 1860)

## Gestorben

### Todesdatum gesichert
- 11. Februar: Vicente Martín y Soler, spanischer Komponist (* 1750/1751 oder 1754)
- 16. März: Juliane Pappritz, deutsche Sängerin, Mitbegründerin der Berliner Singakademie und Noten-Kopistin (* 1767)
- 23. März: George Frederick Pinto, englischer Komponist (* 1785)
- 13. April: Philipp Dorninger, österreichischer Orgelbauer (* 1721)

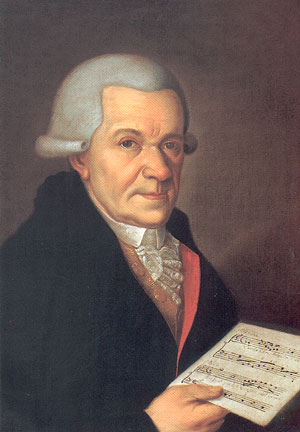
Michael Haydn; † 10. August

- 22. Juni: Heinrich Julius Blume, Instrumentenbauer (* 1770)
- 26. Juli: Johann Gottfried Arnold, deutscher Cellist und Komponist (* 1773)
- 10. August: Michael Haydn, österreichischer Komponist (* 1737)
- 14. September: Johann Andreas Agthe, deutscher Organist (* 1733)
- 01. November: Ludwig Zöschinger, deutscher Geistlicher, Komponist und Organist (* 1731)
- 05. November: Franz Novotny, rumäniendeutscher Kirchenmusiker und Komponist (* 1748)

### Genaues Todesdatum unbekannt
- John Abraham Fisher, englischer Violinvirtuose, Dirigent und Komponist (* 1744)

### Gestorben nach 1806
- Francesco Lecce, italienischer Komponist (* um 1740)